# Demonax luridicornis
Demonax luridicornis là một loài bọ cánh cứng trong họ Cerambycidae.